# Платов, Леонид Михайлович
Леони́д Миха́йлович Пла́тов (14 ноября 1928, Лысково — 2 ноября 2012, Москва) — советский художник кино, педагог. Декан художественного факультета ВГИКа. Заслуженный художник РСФСР (1980).

## Биография
Родился в деревне Лысково Можайского уезда Московской губернии 14 ноября 1928 года. В последующем вместе с семьёй жил в деревне Захарьино в Можайском районе. В 1949 году был призван в ряды Вооружённых сил СССР. После демобилизации в 1952 году экстерном окончил мужскую среднюю школу № 607 Дзержинского района Москвы.
Поступив на художественный факультет ВГИКа, подрабатывал в архитектурной мастерской, с которой летом выезжал на пленер в Онежский район Арханельской области. В команде студентов операторского факультета В. Железнякова и О. Лучинина принял участие в постановке на «Ленфильме» короткометражного фильма «Тамбу-Ламбу» (1957), ставшего дипломной работой. В 1960 году окончил институт с красный дипломом по специальности «изобразительно-декорационное оформление фильма».
Осуществив ряд постановок на Свердловской киностудии и телевидении, с 1963 года работал на киностудии «Мосфильм». Сотрудничал с разными режиссёрами, среди них Борис Яшин, с которым сделал семь картин. В параллель с работой на студии занимался преподавательской и научно-методической работой во ВГИКе, разрабатывая обучающие спецкурсы, руководил мастерской художников-постановщиков игрового и телевизионного фильма. С 1989 по 2009 год был деканом художественного факультета.
Кандидат искусствоведения (1971), член КПСС с 1954 года, член Союза художников СССР и Союза кинематографистов СССР (Москва).
Умер 2 ноября 2012 года в Москве.

### Семья
- жена (с 1957 года) — Анжелина Гавриловна Кубачина (род. 1939)[1];
- сын — Андрей Леонидович Платов (род. 1958), художник-постановщик[7].

## Фильмография

### Художник-постановщик
- 1957 — Тамбу-Ламбу
- 1960 — Ждите писем
- 1960 — Пусть светит
- 1960 — После бала
- 1962 — Интервью у весны (фильм-спектакль)
- 1962 — Рабочий день В. И. Ленина (фильм-спектакль)
- 1964 — Вызываем огонь на себя
- 1965 — Пакет
- 1965 — Пограничная тишина
- 1965 — Сквозь ледяную мглу
- 1966 — Душечка
- 1966 — Шуточка
- 1967 — Осенние свадьбы
- 1968 — Первая любовь
- 1969 — Вчера, сегодня и всегда
- 1970 — Вас вызывает Таймыр
- 1970 — Красная площадь (Два рассказа о рабоче-крестьянской армии)
- 1972—1973 — Большая перемена
- 1973 — Дети Ванюшина
- 1976 — Долги наши
- 1976 — Преступление («Нетерпимость», фильм первый)
- 1976 — Преступление («Обман», фильм второй)
- 1977 — Пыль под солнцем
- 1978 — Срочный вызов
- 1978 — Цветение несеянной ржи
- 1980 — Крах операции «Террор»
- 1980 — Ожидание
- 1981 — Было у отца три сына
- 1982 — Нам здесь жить
- 1984 — Михайло Ломоносов («От недр своих», первый раздел) (совместно с В. Кислых)
- 1985 — Дикий хмель
- 1986 — Очная ставка
- 1986 — Певучая Россия
- 1988 — Пилоты / Piloti (СССР — Чехословакия)
- 1988 — Скорый поезд
- 1990 — Женский день
- 1991 — Призрак
- 1992 — Прикосновение
- 1993 — Зачем алиби честному человеку?
- 1993 — Несравненная (Украина)
- 1994 — Курочка Ряба / Riaba ma poule (Россия — Франция)
- 1995 — Мелкий бес
- 1997 — На заре туманной юности

### Актёр
- 1984 — Мой избранник — Епишин

## Награды и звания
- Заслуженный художник РСФСР (25 февраля 1980) — за заслуги в области советского киноискусства[8];
- орден Почёта (30 августа 1999) — за большой вклад в развитие киноискусства[9];
- медаль «Ветеран труда» (11 сентября 1985) — за долголетний добросовестный труд от имени Президиума Верховного Совета СССР[1];
- медаль «В память 850-летия Москвы» (26 февраля 1997)[1];
- медаль «В ознаменование 100-летия со дня рождения Владимира Ильича Ленина» — за доблестный труд (1970)[1];
- знак «Победитель социалистического соревнования 1976 года» (17 марта 1977) — от имени Государственного комитета Совета Министров СССР по кинематографии и ЦК профсоюза работников культуры[1];
- знак «Победитель социалистического соревнования 1980 года» (18 марта 1981) — от имени Госкино СССР и ЦК профсоюза работников культуры[1];
- звание «Ударник коммунистического труда» (16 августа 1973)[1];
- знак «Почётный кинематографист России» (29 января 1996)[1].